# Sawice-Bronisze
Sawice-Bronisze – wieś w Polsce położona w województwie mazowieckim, w powiecie sokołowskim, w gminie Repki. Ma status sołectwa.
W latach 1975–1998 miejscowość administracyjnie należała do województwa siedleckiego.
17 czerwca 1943 żandarmeria niemiecka zamordowała rodzinę Sawickich (7 osób, w tym czwórkę dzieci poniżej 14 lat). Powodem mordu była pomoc udzielana przez rodzinę jeńcom sowieckim.
Wierni kościoła rzymskokatolickiego należą do parafii św. Jerzego w Sawicach-Wsi.